# فراس هاشم
فُراس هاشم (عربی: فراس هاشم؛ زادهٔ ۱۲ ژانویهٔ ۱۹۷۱) ورزشکار بوکس اهل عراق است. وی در رده سبک‌وزن در بازی‌های المپیک تابستانی ۱۹۹۲ به نمایندگی از کشورش حضور داشت.